# Donji Varoš
Donji Varoš es una aldea de Croacia en el ejido del municipio de Stara Gradiška, condado de Brod-Posavina.

## Geografía
Donji Varoš se encuentra a lo largo de la margen izquierda del río Sava, a 1 km al noreste de Stara Gradiška, una altura de 97 metros sobre el nivel del mar. Está a 136 km de la capital croata, Zagreb
Según el censo de 2021, tiene 214 habitantes. En la aldea se encuentra la capilla de San Jacobo del siglo XIX.

## Historia
El monumento de la parroquia de Stara Gradiska escribe sobre el origen de este pueblo:
"Esta fortaleza estaba originalmente rodeada por un terraplén y entrelazada con una cerca de madera. Cuando, en 1762, comenzó una construcción más dura con materiales sólidos, y los habitantes que vivían aquí no podían construir firmemente sus casas como era necesario, tuvieron que mudarse de éste fuerte. Los habitantes que vivían en esta fortaleza al oeste (en la parte occidental de la fortaleza) se llamaban Gorjanci, y los del este eran Doljanci. Los Gorjanci construyeron casas a media hora del fuerte cerca del río Mali Strug en el lado oeste, que se llamaba Gornji Varoš, y los Doljan construyeron casas debajo del fuerte en el lado este un cuadrante (cuarto de hora) cerca del río Sava, llamado el Donji Varoš".
Aunque el monumento afirma que el origen de los pueblos de Gornji y Donji Varoš fue en 1762, según una investigación histórica reciente, parece que estos pueblos se crearon alrededor de 1730 debido a la expansión del fuerte y su conversión.
Donji Varoš se encuentra en el municipio de Stara Gradiška, en el condado de Brod-Posavina, en la costa del río Sava, a una altitud de 97 metros sobre el nivel del mar. 
Está a 136 km de la capital croata, Zagreb.

## Demografía
En el censo 2021 el total de población de la localidad de Donji Varoš fue de 214 habitantes.
| Asentamiento | 1857 | 1869 | 1880 | 1890 | 1900 | 1910 | 1921 | 1931 | 1948 | 1953 | 1961 | 1971 | 1981 | 1991 | 2001 | 2011 | 2021 |
| ------------ | ---- | ---- | ---- | ---- | ---- | ---- | ---- | ---- | ---- | ---- | ---- | ---- | ---- | ---- | ---- | ---- | ---- |
| Donji Varoš  | 861  | 947  | 894  | 874  | 774  | 788  | 701  | 777  | 603  | 585  | 535  | 502  | 487  | 484  | 298  | 284  | 214  |